# Томислав Н. Цветковић
Томислав Н. Цветковић (Горње Синковце, 1933 — Лесковац, 2010) био је књижевник, новинар, дугогодишњи директор Народног позоришта у Лесковцу, уредник недељника Наша реч, часописа Нашег стварања и Помак.

## Биографија
Књижевник и новинар Томислав Цветковић је рођен 1933. године у лесковачком селу Горње Синковце. После завршене гимназије у Лесковцу, студирао је у Скопљу и Београду, где је завршио Филозофски факултет и Високу школу политичких наука.
Цветковић је један од оснивача Удружења писаца Лесковца и идејни творац часописа Помак. Био је члан Удружења писаца Србије и Удружења новинара Србије.
Цветковић је оригинални песник, приповедач, аутор две драме Алигатори-отужна комедија и Војвода Никола Скобаљић и први је после Другог светског рата драматизовао култни роман Боре Станковића Нечиста крв.
Познат је и по идеји "бесплатног позоришта", иницијатор и непосредни организатор Смотре класика на југословенској сцени, Сусрет жена писаца Југославије, Сабора народног стваралаштва Србије и Конфинових дана хумора.
Добитник је Вукове награде КПЗ Србије и Октобарске награде Лесковца.
Томислав Цветковић преминуо је 2010. године у Лесковцу у 77. години.

## Књижевни рад
Објавио је шест збирки песама:
- Отимања, Лесковац, 1968,
- Веку, ветру, Стражилово, 1974,
- Хисарски одзиви, Слово љубве, Београд, 1979,
- Земно време, Градина, Ниш, 1984,
- Увир, Књижевна заједница Нови Сад, 1991,
- Усуд, ИП „Нова Европа“, Београд, 2004. године (Специјално признање Академије ИВО АНДРИЋ 2004)
- Урок, Међурепубличка заједница за културно-просвјетну дјелатност,Пљевља, 2006

Аутор је збирки прича:
- Пукотине, Запис, Београд, 1979,
- изнад кревета, Просвета, Београд, 1996.

Аутор је две поеме:
- Бакља комуне букти, 1979,
- Од преслице до повестице, Лесковац, 1984. године.

Коаутор је романсиране монографије
- Лесковац-црвени град, Народни музеј, 1989. године, која је добила југословенску награду „Драгојло Дудић“.

Аутор је драма:
- Војвода Никола Скобаљић (три издања)
- Алигатори- отужна комедија (награда Исак Самоковлија за 1992. годину).

Сачинио је прву послератну драматизацију романа:
- Нечиста крв Боре Станковића
- као и нову верзију Доживљаја Николетине Бурсаћа Бранка Ћопића.

Објављивао је на македонском, бугарском, италијанском и француском језику. Заступљен је у више антологија.
Добитник је Вукове награде и престижне титуле Америчког биографског института Човек године 1997.
За рукописну варијанту ове књиге додељена му је награда Блажо Шћепановић.